# Curling-Weltmeisterschaft der Damen 2013
Die Titlis Glacier Mountain Curling-Weltmeisterschaft der Damen 2013 wurde im Volvo Sports Centre in Riga, Lettland, zwischen dem 16. und dem 24. März 2013 ausgetragen. Es war das erste Mal, dass Lettland Austragungsort einer Curling-Weltmeisterschaft der Damen war. Dieser Wettkampf war außerdem ein Qualifikationsturnier für die Olympischen Winterspiele 2014.

## Qualifikation
Die folgenden Nationen haben sich für eine Teilnahme an den Curling-Weltmeisterschaften der Damen 2013 qualifiziert:
- Lettland (Ausrichtende Nation)
- Die zwei besten Teams aus der Amerika-Zone
  -  Kanada
  -  Vereinigte Staaten
- Die sieben besten Teams der Curling-Europameisterschaft 2012
  -  Russland
  -  Schottland
  -  Schweden
  -  Dänemark
  -  Schweiz
  -  Italien
  -  Deutschland
- Die zwei besten Teams der  Curling-Pazifik-Meisterschaft 2012
  -  Volksrepublik China
  -  Japan

## Teams
| Kanada | Volksrepublik China | Dänemark |
| --- | --- | --- |
| Ottawa CC, Ottawa Skip: Rachel Homan Third: Emma Miskew Second: Alison Kreviazuk Lead: Lisa Weagle Alternate: Stephanie LeDrew                              | Harbin CC, Harbin Skip: Wang Bingyu Third: Liu Yin Second: Yue Qingshuang Lead: Zhou Yan Alternate: Liu Jinli                                     | Hvidovre CC, Hvidovre Skip: Lene Nielsen Third: Helle Simonsen Second: Jeanne Ellegaard Lead: Maria Poulsen Alternate: Mette de Neergaard |
| Deutschland | Italien | Japan |
| SC Riessersee, Garmisch-Partenkirchen Skip: Andrea Schöpp Third: Imogen Oona Lehmann Second: Corinna Scholz Lead: Stella Heiß Alternate: Nicole Muskatewitz | CC Dolomiti, Cortina d’Ampezzo Skip: Diana Gaspari Third: Giorgia Apollonio Second: Chiara Olivieri Lead: Claudia Alverá Alternate: Maria Gaspari | Karuizawa CC, Karuizawa Skip: Satsuki Fujisawa Third: Miyo Ichikawa Second: Emi Shimizu Lead: Chiaki Matsumura Alternate: Miyuki Satoh    |
| Lettland | Russland | Schottland |
| Jelgavas KK, Jelgava Skip: Iveta Staša-Šaršūne Third: Ieva Krusta Second: Zanda Bikše Lead: Dace Munča Alternate: Una Ģērmane                               | Moskvitch CC, Moskau Skip: Anna Sidorowa Third: Ljudmila Priwiwkowa Second: Margarita Fomina Lead: Jekaterina Galkina Alternate: Nkeiruka Jesech  | Dunkeld CC, Dunkeld Skip: Eve Muirhead Third: Anna Sloan Second: Vicki Adams Lead: Claire Hamilton Alternate: Lauren Gray                 |
| Schweden | Schweiz | Vereinigte Staaten |
| Skellefteå CC, Skellefteå Fourth: Maria Prytz Third: Christina Bertrup Second: Maria Wennerström Skip: Margaretha Sigfridsson Alternate: Agnes Knochenhauer | CC Aarau, Aarau Skip: Silvana Tirinzoni Third: Marlene Albrecht Second: Esther Neuenschwander Lead: Sandra Gantenbein Alternate: Manuela Siegrist | Madison CC, Madison Skip: Erika Brown Third: Debbie McCormick Second: Jessica Schultz Lead: Ann Swisshelm Alternate: Sarah Anderson       |

## Round Robin Endstand
| Schlüssel | Schlüssel                     |
| --------- | ----------------------------- |
|           | Qualifiziert für die Playoffs |
|           | Qualifiziert zum Tiebreaker   |

| Team                | Skip                   | W  | L  | PF | PA | Ends Gewonnen | Ends Verloren | Punktlose Ends | Gestohlene Ends | Treffer % |
| ------------------- | ---------------------- | -- | -- | -- | -- | ------------- | ------------- | -------------- | --------------- | --------- |
| Schweden            | Margaretha Sigfridsson | 10 | 1  | 90 | 45 | 46            | 33            | 16             | 17              | 85 %      |
| Schottland          | Eve Muirhead           | 10 | 1  | 86 | 50 | 48            | 36            | 8              | 14              | 85 %      |
| Kanada              | Rachel Homan           | 8  | 3  | 69 | 53 | 45            | 41            | 18             | 12              | 83 %      |
| Vereinigte Staaten  | Erika Brown            | 6  | 5  | 75 | 62 | 48            | 41            | 14             | 11              | 80 %      |
| Schweiz             | Silvana Tirinzoni      | 6  | 5  | 65 | 71 | 44            | 44            | 14             | 12              | 76 %      |
| Russland            | Anna Sidorowa          | 6  | 5  | 70 | 67 | 46            | 43            | 11             | 12              | 83 %      |
| Japan               | Satsuki Fujisawa       | 5  | 6  | 62 | 78 | 42            | 47            | 12             | 9               | 77 %      |
| Dänemark            | Lene Nielsen           | 4  | 7  | 65 | 68 | 42            | 47            | 19             | 9               | 79 %      |
| Volksrepublik China | Wang Bingyu            | 4  | 7  | 63 | 74 | 43            | 46            | 16             | 9               | 80 %      |
| Italien             | Diana Gaspari          | 3  | 8  | 56 | 85 | 34            | 46            | 24             | 4               | 75 %      |
| Deutschland         | Andrea Schöpp          | 3  | 8  | 59 | 75 | 41            | 49            | 16             | 6               | 78 %      |
| Lettland            | Iveta Staša-Šaršūne    | 1  | 10 | 55 | 84 | 41            | 48            | 12             | 8               | 70 %      |

## Tiebreaker

### 5. vs. 6.
Freitag, 22. März, 9:00
| Team     |    | 1 | 2 | 3 | 4 | 5 | 6 | 7 | 8 | 9 | 10 | 11 | Gesamt |
| -------- | -- | - | - | - | - | - | - | - | - | - | -- | -- | ------ |
| Russland | 🔨 | 0 | 1 | 0 | 1 | 1 | 0 | 2 | 0 | 0 | 1  | 0  | 6      |
| Schweiz  |    | 0 | 0 | 1 | 0 | 0 | 3 | 0 | 1 | 1 | 0  | 1  | 7      |

### Gewinner vs. 4.
Freitag, 22. März, 14:00
| Team               |    | 1 | 2 | 3 | 4 | 5 | 6 | 7 | 8 | 9 | 10 | Gesamt |
| ------------------ | -- | - | - | - | - | - | - | - | - | - | -- | ------ |
| Vereinigte Staaten |    | 1 | 0 | 1 | 0 | 0 | 2 | 1 | 1 | 0 | 1  | 7      |
| Schweiz            | 🔨 | 0 | 1 | 0 | 0 | 1 | 0 | 0 | 0 | 2 | 0  | 4      |

## Playoffs
|  | Page-Playoffs | Page-Playoffs      | Page-Playoffs |   |            | Halbfinale | Halbfinale | Halbfinale |            |   | Finale   | Finale | Finale |
|  |               |                    |               |   |            |            |            |            |            |   |          |        |        |
|  | 1             | Schweden           | 7             |   |            |            |            |            |            |   |          |        |        |
|  | 2             | Schottland         | 5             |   |            |            |            |            |            | 1 | Schweden | 5      |        |
|  | 2             | Schottland         | 5             | 2 | Schottland | 8          |            |            |            | 1 | Schweden | 5      |        |
|  |               |                    |               | 2 | Schottland | 8          |            | 2          | Schottland | 6 |          |        |        |
|  |               | 3                  | Kanada        | 7 |            |            |            | 2          | Schottland | 6 |          |        |        |
|  | 3             | 3                  | Kanada        | 7 | Kanada     | 7          |            |            |            |   |          |        |        |
|  | 3             |                    |               |   | Kanada     | 7          |            |            |            |   |          |        |        |
|  | 4             | Vereinigte Staaten | 6             |   |            |            |            |            |            |   |          |        |        |

### 1 vs. 2
Freitag, 22. März, 19:00
| Team       |    | 1 | 2 | 3 | 4 | 5 | 6 | 7 | 8 | 9 | 10 | Gesamt |
| ---------- | -- | - | - | - | - | - | - | - | - | - | -- | ------ |
| Schweden   | 🔨 | 0 | 2 | 0 | 1 | 0 | 1 | 0 | 0 | 0 | 3  | 7      |
| Schottland |    | 0 | 0 | 1 | 0 | 1 | 0 | 1 | 2 | 0 | 0  | 5      |

### 3 vs. 4
Samstag, 23. März, 14:00
| Team               |    | 1 | 2 | 3 | 4 | 5 | 6 | 7 | 8 | 9 | 10 | Gesamt |
| ------------------ | -- | - | - | - | - | - | - | - | - | - | -- | ------ |
| Kanada             | 🔨 | 2 | 0 | 2 | 0 | 0 | 2 | 0 | 1 | 0 | 0  | 7      |
| Vereinigte Staaten |    | 0 | 1 | 0 | 1 | 1 | 0 | 1 | 0 | 1 | 1  | 6      |

### Halbfinale
Samstag, 23. März, 19:00
| Team       |    | 1 | 2 | 3 | 4 | 5 | 6 | 7 | 8 | 9 | 10 | Gesamt |
| ---------- | -- | - | - | - | - | - | - | - | - | - | -- | ------ |
| Schottland | 🔨 | 2 | 0 | 2 | 0 | 1 | 0 | 1 | 0 | 1 | 1  | 8      |
| Kanada     |    | 0 | 2 | 0 | 2 | 0 | 1 | 0 | 2 | 0 | 0  | 7      |

### Spiel um Platz 3
Sonntag, 24. März, 9:00
| Team               |    | 1 | 2 | 3 | 4 | 5 | 6 | 7 | 8 | 9 | 10 | Gesamt |
| ------------------ | -- | - | - | - | - | - | - | - | - | - | -- | ------ |
| Kanada             | 🔨 | 1 | 0 | 3 | 0 | 1 | 0 | 2 | 0 | 1 | 0  | 8      |
| Vereinigte Staaten |    | 0 | 2 | 0 | 1 | 0 | 1 | 0 | 1 | 0 | 1  | 6      |

### Finale
Sonntag, 24. März, 14:00
| Team       |    | 1 | 2 | 3 | 4 | 5 | 6 | 7 | 8 | 9 | 10 | Gesamt |
| ---------- | -- | - | - | - | - | - | - | - | - | - | -- | ------ |
| Schweden   | 🔨 | 0 | 2 | 0 | 0 | 1 | 0 | 1 | 0 | 1 | 0  | 5      |
| Schottland |    | 0 | 0 | 1 | 2 | 0 | 1 | 0 | 1 | 0 | 1  | 6      |

## Statistiken

### Top 5 nach Position
Nur Round robin
| Leads              | %  |
| ------------------ | -- |
| Maria Poulsen      | 86 |
| Zhou Yan           | 86 |
| Jekaterina Galkina | 85 |
| Corinna Scholz     | 83 |
| Claire Hamilton    | 83 |

| Seconds           | %  |
| ----------------- | -- |
| Alison Kreviazuk  | 87 |
| Maria Wennerström | 86 |
| Vicki Adams       | 86 |
| Margarita Fomina  | 85 |
| Jessica Schultz   | 80 |

| Thirds              | %  |
| ------------------- | -- |
| Christina Bertrup   | 86 |
| Anna Sloan          | 84 |
| Emma Miskew         | 82 |
| Ljudmila Priwiwkowa | 81 |
| Debbie McCormick    | 80 |

| Skips         | %  |
| ------------- | -- |
| Eve Muirhead  | 87 |
| Maria Prytz   | 86 |
| Rachel Homan  | 82 |
| Erika Brown   | 81 |
| Anna Sidorowa | 81 |